# Maria Brettfall

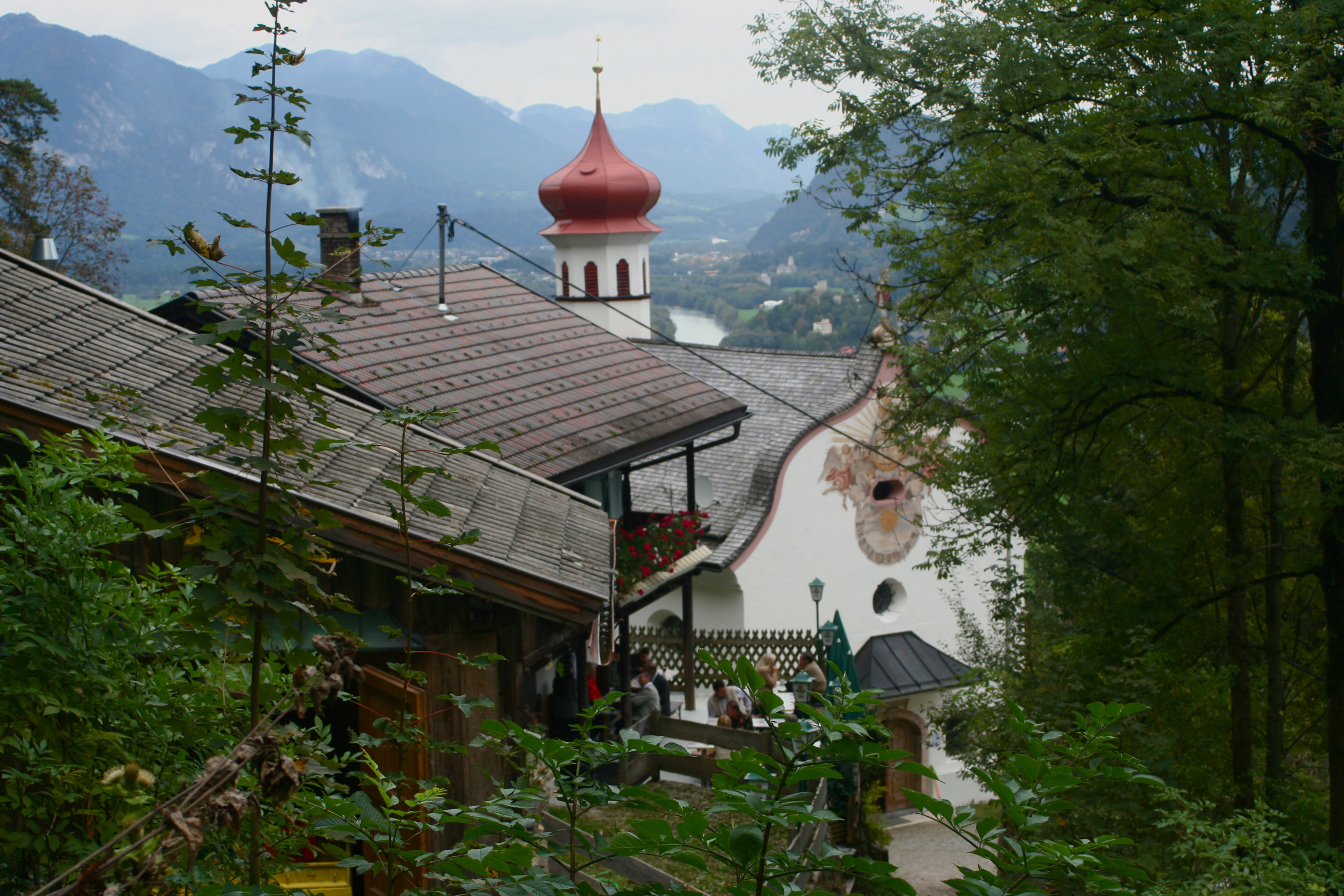
Gasthaus und Kirche Maria Brettfall

Maria Brettfall ist ein Wallfahrtsort und eine ehemalige Einsiedelei auf einem Felsen auf 700 m Höhe am westlichen Eingang des Zillertales bei Strass im Zillertal in Tirol.
Die kleine Kirche besteht aus einem quadratischen Kirchenschiff sowie aus einem achteckigen Turm mit Kuppel und Laterne darauf. Oberhalb der Kirche befindet sich die ehemalige Wohnung der Einsiedler, die heute ein Gasthaus ist.

## Geschichte und Ausstattung

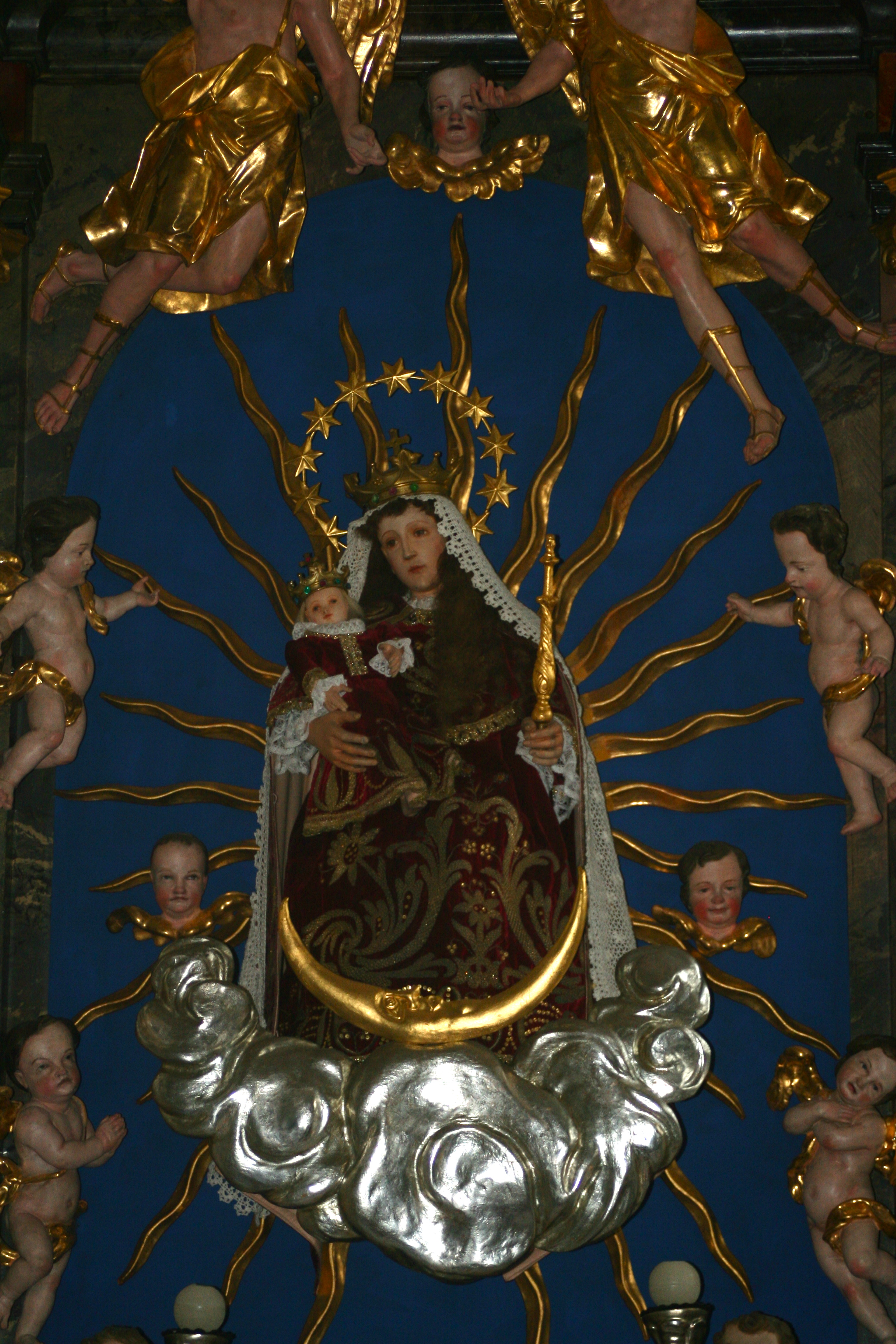
Die Gnadenstatue von Maria Brettfall

Möglicherweise befand sich vor der Errichtung der christlichen Stätte auf dem Felsen eine Wallburg. Im Jahr 1536 erwähnt das Schwazer Bergbuch eine Erbauung von Kirchlein und Eremitage Maria am Brettfall. Um 1650 sollen bereits Kranke und Blinde dorthin gepilgert sein um wieder gesund zu werden. 1671 entstand eine Bretterkapelle und 1711 eine erste gemauerte Kirche. Die heute noch bestehende kleine Kirche wurde im Jahr 1729 geweiht. Seit 1765 steht die Gnadenstatue über dem Tabernakel. In der Zeit von 1851 bis 1853 wurde die Kirche restauriert und die Seitenaltäre geschaffen, die links die Heiligen Antonius und Leonhard und rechts Wendelin und Aloisius zeigen. Das Marienfresko mit der Sonnenuhr über dem Eingang schuf Rafael Thaler im Jahr 1947. In den Jahren 2006 und 2007 ist die Kirche erneut renoviert worden, 2008 wurden die Kreuzwegstationen auf dem Fußweg von Strass nach Maria Brettfall erneuert.
Sehenswert in Maria Brettfall ist eine ganzjährig aufgestellte Krippe aus dem 19. Jahrhundert.

## Einsiedelei

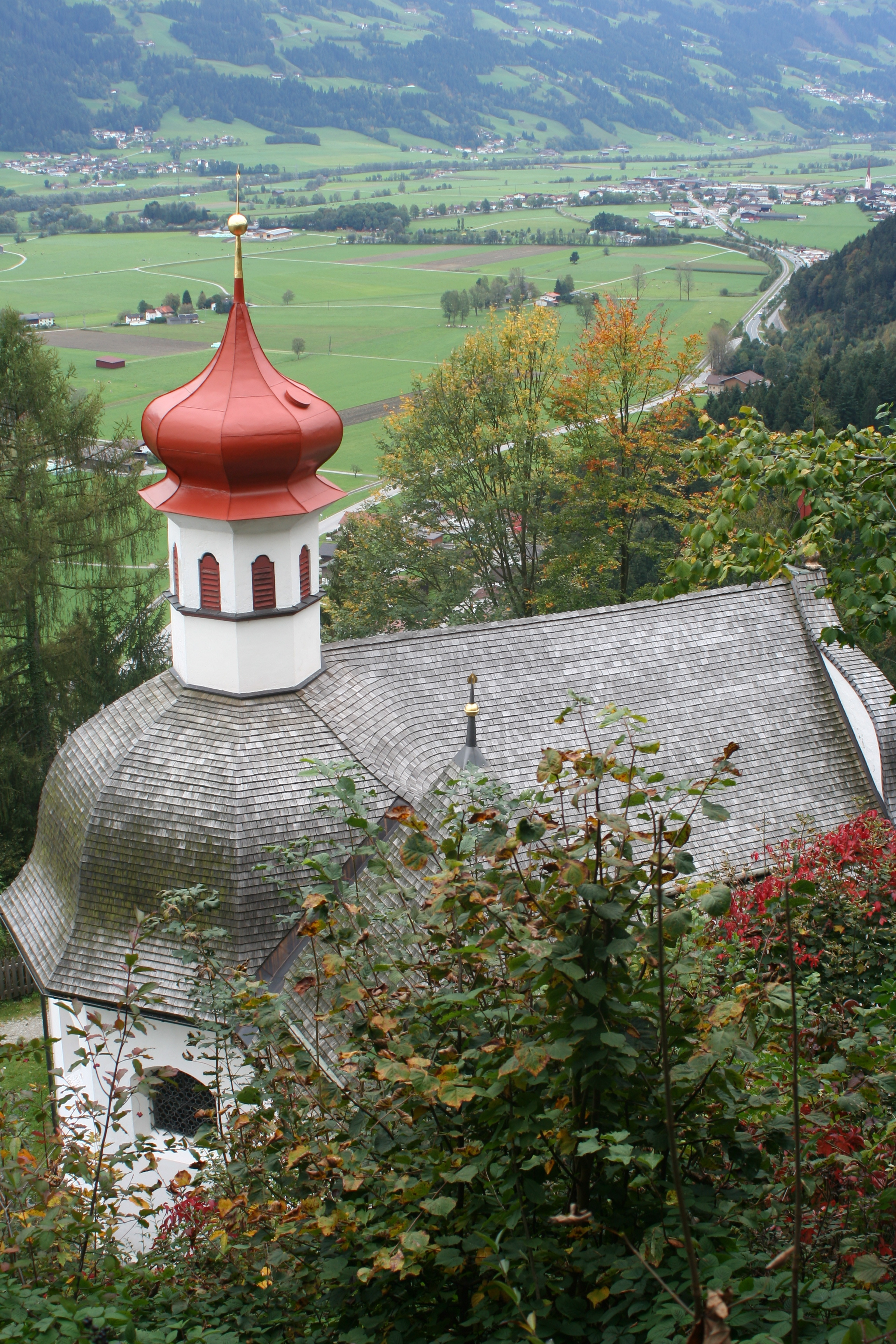
Die Kirche von Maria Brettfall mit Blick in das vordere Zillertal

Stoff Weymoser war 1536 der erste Einsiedler auf Maria Brettfall. Die ihm folgenden Einsiedler mussten die Klause immer kaufen. Einer der bekanntesten Einsiedler auf Maria Brettfall war Franz Margreiter aus Alpbach. Nach den Schließungen von Maria Brettfall durch Kaiser Josef II. 1786 und durch bayerische Behörden 1810 konnte auch aufgrund seiner Initiativen die Öffnung jeweils ein Jahr nach der Schließung erreicht werden. Künstlerisch betätigte sich der vom Volk Brettfallfranzl genannte als Kupferstecher, er schuf zahlreiche Andachtsgegenstände. 1829 kam er bei einem Brand in der Einsiedelei ums Leben. 1843 löste die Kuratie den Einsiedler Nikolaus Anhell ab. Anhell stellte sich als Mesner zur Verfügung. Auch heute gehört die Klause noch zur Kuratie, der letzte Mesner war Josef Schmiderer, er verstarb 1944. Von 1961 bis 1980 wurde die Einsiedelei oberhalb der Kirche zu einem Gasthaus umgebaut.

## Namensherkunft
Der Name Maria Brettfall könnte sich vom lateinischen super vallem herleiten, was über dem Tal heißt. Möglich ist auch die Herkunft vom lateinischen prae vallum, vor dem Wall.
Der Felsen, auf dem Maria Brettfall steht, besteht aus devonischem Schwazer Dolomit. Vielleicht bezieht sich der Name auf diesen.
Etwa 300 Meter weiter westlich und 160 Meter tiefer führt der 1336 Meter lange Brettfalltunnel der Zillertalstraße unter dem Berg hindurch. 